# Терфенил
Терфенилы — группа близкородственных ароматических углеводородов. Также известные как дифенилбензолы или трифенилы, они состоят из центрального бензольного кольца, замещенного двумя фенильными группами. Три изомера представляют собой орто-терфенил, мета-терфенил и пара-терфенил.
о-терфенил - 1,2-дифенилбензол

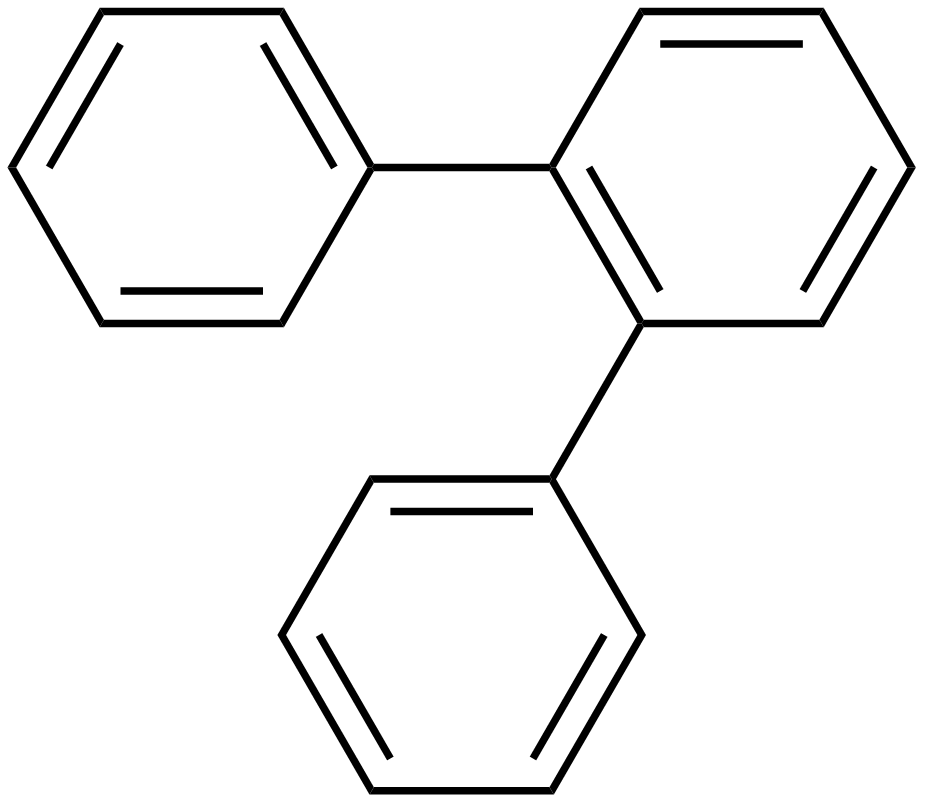
орто-терфенил
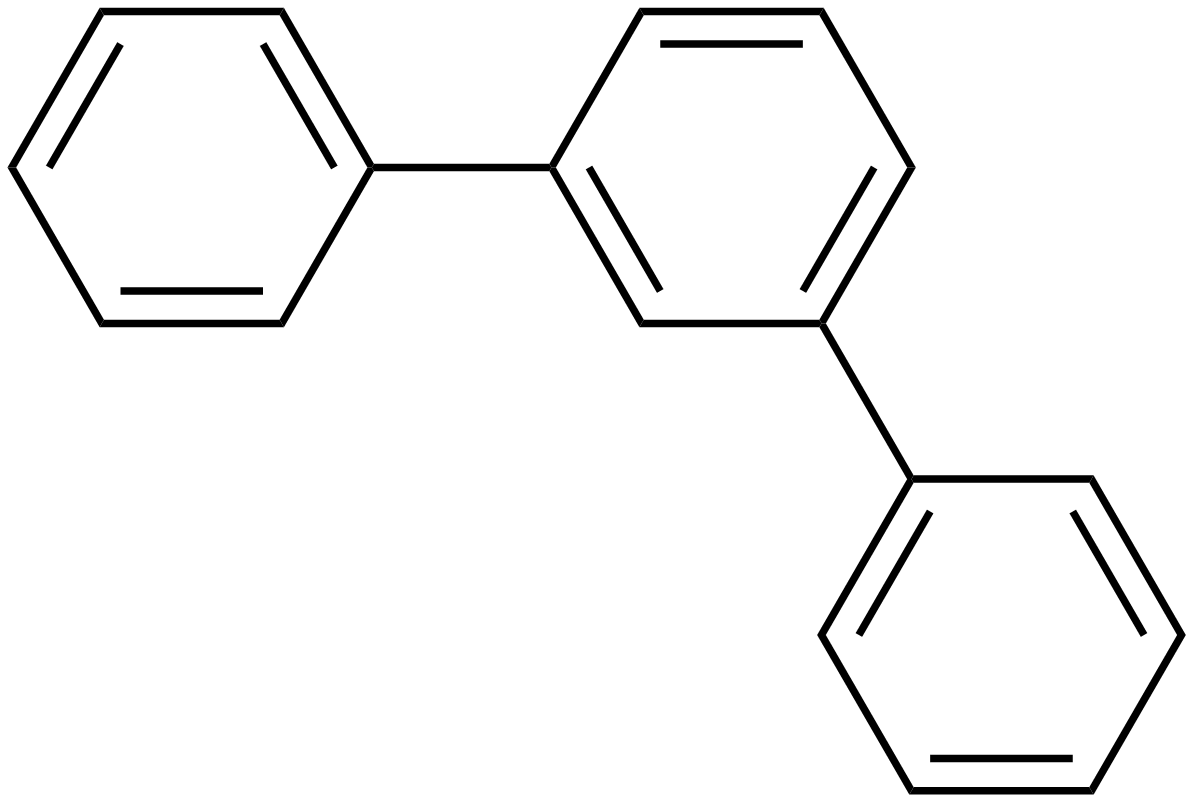
мета-терфенил
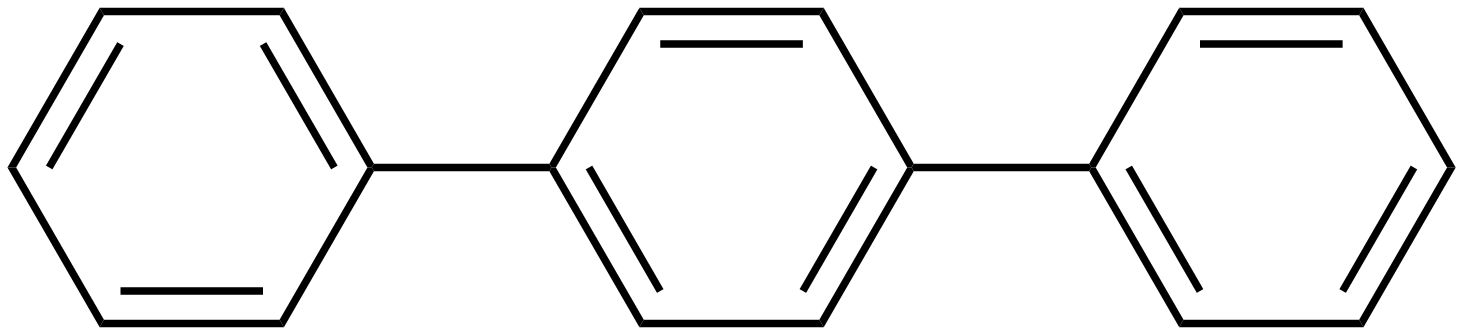
пара-терфенил